# گمینا ستژلتسه ویلکیه
گمینا ستژلتسه ویلکیه (به لهستانی:  Gmina Strzelce Wielkie) یک گمینا در لهستان است که در شهرستان پاینچنو واقع شده‌است. گمینا ستژلتسه ویلکیه ۷۷٫۶۶ کیلومتر مربع مساحت و ۴٬۸۸۳ نفر جمعیت دارد.